# Horno de Cal de Aruba
El Horno de Cal de Aruba (en neerlandés: Kalkoven o Kalkoven Aruba) es un histórico horno de cal, que hoy se encuentra en la ciudad de Oranjestad la capital de la isla de Aruba. Su origen se remonta a 1892 y fue diseñado por Santiago Tromp y su hijo Felipe Santiago Tromp (1883-1960) funcionando hasta 1949. Es el único horno de cal auténtico que queda en Aruba, que todavía está intacto. Él es ahora uno de los pocos monumentos industriales de Aruba. 
En 1970 fue restaurado, y entró en la lista de preservación (Lijst van monumenten op Aruba o Lista de monumentos de Aruba) con el número 01-013.